# Mount Trimpi
Mount Trimpi ist ein 1400 m hoher Berg im westantarktischen Ellsworthland. In den Behrendt Mountains ragt er 3 km westnordwestlich des Mount Brice auf.
Der United States Geological Survey kartierte ihn anhand eigener Vermessungen und Luftaufnahmen der United States Navy aus den Jahren von 1961 bis 1967. Das Advisory Committee on Antarctic Names benannte ihn 1966 nach Michael L. Trimpi, Strahlungswissenschaftler auf der Eights-Station im Jahr 1963.